# 입원계약
입원계약이란 환자와 병원간 입원을 목적으로 하는 계약이다.

## 판례
병원은 병실에의 출입자를 통제, 감독하든가 그것이 불가능하다면 최소한 입원환자에게 휴대품을 안전하게 보관할 수 있는 시정장치가 있는 사물함을 제공하는 등으로 입원환자의 휴대품 등의 도난을 방지함에 필요한 적절한 조치를 강구하여 줄 신의칙상의 보호의무가 있다